# Rolf Wallin
Rolf Wallin (* 7. September 1957 in Oslo) ist ein norwegischer Komponist.
Er studierte an der Norwegischen Musikhochschule in Oslo Komposition bei Finn Mortensen und Olav Anton Thommessen. Mit einem Fulbright-Stipendium setzte er seine Studien an der University of California, San Diego, bei Jōji Yuasa, Roger Reynolds und Vinko Globokar fort. In seinen Kompositionen vereint er Elemente verschiedener Genres wie Jazz, Rock, Elektroakustik und Orchestermusik.
2016 hatte Wallins Oper Elysium an der Nationaloper Oslo ihre Uraufführung.

## Preise und Auszeichnungen
- 1992 Sein Schlagzeugstück Stonewave wurde bei den Weltmusiktagen der ISCM als bestes Werk prämiert.
- 1998 wurde Wallin mit dem Musikpreis des Nordischen Rates für sein Konzert für klarinette und Orchester ausgezeichnet.
- 2005: Lindemanprisen.
- 2008: Edvard-prisen für Stage News in der Sparte Gegenwartsmusik.
- 2011: Spellemannprisen als Komponist für das Album Wire and String.